# Oxypertine
Oxypertine (Equipertine, Forit, Integrin, Lanturil, Lotawin, Opertil) là một thuốc chống loạn thần được sử dụng trong điều trị tâm thần phân liệt. Nó cũng được đánh giá để điều trị chứng lo âu với liều 20 mg mỗi ngày. Về mặt hóa học, nó là một dẫn xuất indole và phenylpiperazine. Giống như reserpin và tetrabenazine, oxypertine làm cạn kiệt catecholamine, mặc dù không phải serotonin, có thể làm tăng hiệu quả của thuốc an thần kinh. Cấu trúc của nó tương tự như solypertine và milipertine.